# Jolanda z Dreux (1212–1248)
Jolanda z Dreux (francouzsky Yolande de Dreux, 1212 – 30. října 1248) byla burgundská vévodkyně z dynastie Dreux.

## Život
Narodila se jako dcera Roberta z Dreux a Eleonory ze Saint-Valery-sur-Somme. Roku 1229 byla provdána za burgundského vévodu Huga, svého vrstevníka a budoucího účastníka řady kruciát. Zemřela v říjnu 1248 během manželovy křížové výpravy do Svaté země a byla pohřbena v cisterciáckém klášteře Citeaux. Hugo se o deset let později znovu oženil.